# Gelis coloradensis
Gelis coloradensis är en stekelart som först beskrevs av Hugh Edwin Strickland 1912.  Gelis coloradensis ingår i släktet Gelis och familjen brokparasitsteklar. Inga underarter finns listade i Catalogue of Life.